# The Wake (музыкальная группа)
The Wake — финская мелодик дэт-метал-группа, образованная в 1998 году под названием Bleeding harmony. После подписания договора с лейблом Spinefarm Records группа сменила название на The Wake.

## Состав

### Настоящий состав
- Wellu Helenius — ударные
- Sakari Lempinen — гитара
- Kaj Michelsson — вокал
- Markus Ahlroth — гитара
- Juho Manninen — бас

### Бывшие участники
- Jani Luttinen — гитара
- Harri Lempinen — ударные
- Lauri Helenius — гитара

## Дискография
- 2002 — Promo 2002[1]
- 2003 — Ode to My Misery
- 2005 — Death-A-Holic